# Yinka Kudaisi
Yinka Kudaisi (25 de agosto de 1975) é uma ex-futebolista nigeriana que atuava como defensora.

## Carreira
Yinka Kudaisi integrou o elenco da Seleção Nigeriana de Futebol Feminino, nas Olimpíadas de 2000 e 2004. 